# Kunskapskanalen
Kunskapskanalen je televizní kanál společně provozovaný švédskou televizí (Sveriges Television) a švédským osvětovým rozhlasem (Sveriges Utbildningsradio), zároveň jediný vysílací kanál, který Sveriges Utbildningsradio provozuje.

## Historie
Pozadí vzniku tohoto kanálu sahá už do historie vzdělávacího/osvětového rozhlasu. Ten vznikl nejdříve za účelem vzdělávání ve školách, později byl rozšířen na vzdělávání a osvětu široké veřejnosti. Samotná společnost však nikdy žádný kanál neprovozovala, obsah jen produkovala pro ostatní veřejnoprávní média v zemi. Médium však od oficiálního oddělení od hlavního rozhlasu v roce 1992 sídlí v ústředí švédské televize, tím pádem se nabízelo, aby kanál spustil právě společně s televizí, což podtrhly plány oznámené 6. května 2003.
Vysílání stanice započalo formou nočního kanálu 27. září 2004 v 18:15 na frekvencích dosavadního dětského kanálu švédské televize. Kunskapskanalen vysílal od vždy neděle do čtvrtka mezi 18:00 a 23:00. V pondělí, úterý, středu a čtvrtek začínal večer v 18:00 reprízami pořadů UR z předchozího dne, vysílání pak převzaly pořady SVT v 19:30. UR začal znovu vysílat ve 21:30 a skončil ve 23:00. V neděli UR začínal vysílat výukové pořady pro děti v 18:15 a poté pokračoval do 21:00, kdy předal prostor vysílání SVT. SVT pak vysílala po zbytek času do 23:00. Od 20. ledna 2006 začalo vysílání stanice také v pátek a sobotu. Dne 18. ledna 2010 byl Kunskapskanalen přesunut z frekvencí Barnkanalenu (dětského kanálu) na frekvence stanice SVT24, se kterou se vystřídal a nočním kanálem na frekvencích Barnkanalenu se nově stala právě SVT24.

## Loga

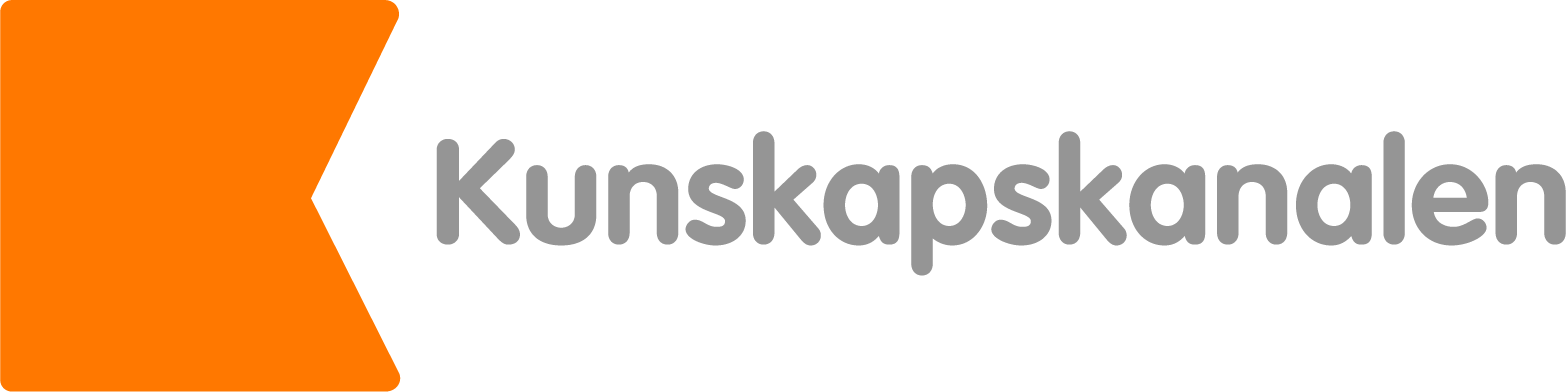
Logo z let 2012 až 2017
Současné logo z roku 2017